# Stalybridge
Stalybridge è una località di 23 731 abitanti della contea della Greater Manchester (distretto metropolitano di Tameside), in Inghilterra, già municipio fino al 1974. In questa città è stata composta da Jack Judge la canzone popolare It's a Long, Long Way to Tipperary, divenuta celebre durante la prima guerra mondiale.

## Amministrazione

### Gemellaggi
- Armentières, Francia